# PRX-08066
PRX-08066 je lek koji deluje kao potentan i selektivan antagonist na serotoninskom  receptoru, sa afinitetom vezivanja na  od 3,4 nM, i visokom selektivnošću u odnosu na blisko srodne  i  receptore. PRX-08066 i drugi selektivni  antagonisti se koriste za tretman plučne arterijske hipertenzije, nakon otkrića da potentni  agonist norfenfluramin proizvodi plućnu arterijsku hipertenziju i naknadno oštećenje srčanih zalizaka. U životinjskim studijama, utvrđeno je da PRX-08066 redukuje nekoliko ključnih indikatora plućne arterijske hipertenzije i poboljšava srčani izlaz, sa sličnom efikasnošću u odnosu na ustaljene lekova za ta oboljenja, kao što su bosentan, sildenafil, beraprost o iloprost.
 On se takođe istražuje za potencijalnu antikancernu primenu, usled njegove sposobnosti da inhibira aktivaciju fibroblasta.